# Discografia di Katy Perry
Questa pagina comprende l'intera discografia di Katy Perry, cantautrice pop statunitense. La cantante ha pubblicato sette album di inediti, un album dal vivo, oltre trenta singoli e sei singoli promozionali.
Nel marzo 2001 viene pubblicato il primo album della cantante, Katy Hudson (l'unico con il suo nome di battesimo), pubblicato sotto la Red Hill Records, che però non riscuote successo, principalmente per via dei temi trattati quali la chiesa e la fede in Dio e dopo poco tempo la Red Hill Records fallisce. 
Nel 2004 la cantante ha iniziato a lavorare con Glen Ballard per The Island Def Jam Music Group, con la quale non è riuscita a debuttare definitivamente nel mondo della musica. Ha firmato un contratto con l'etichetta discografia Columbia Records lavorando per il suo nuovo album, (A) Katy Perry, che però non è stato mai pubblicato perché era completato solo all'ottanta percento.
Il contratto di Katy Perry con la Capitol Records è stato firmato all'inizio del 2007. Ha scritto e registrato le canzoni presenti nel suo secondo album, e pubblica il singolo Ur So Gay nel novembre 2007. Il suo successivo singolo, I Kissed a Girl, è diventato il tormentone dell'estate 2008 e ha raggiunto la vetta di molti paesi. Negli Stati Uniti ha raggiunto la prima posizione sia della Billboard Hot 100 che della Pop 100. L'album intitolato One of the Boys è stato pubblicato il 17 giugno 2008 entrando alla nona posizione della Billboard 200 e si è classificato come trentatreesimo album più venduto dell'anno. Hot n Cold è stato estratto come terzo singolo e ha ottenuto un successo pressoché comparabile a quello del precedente. Il brano ha raggiunto la prima posizione in molte classifiche europee. I Kissed a Girl e Hot n Cold sono state certificate rispettivamente cinque e sei volte disco di platino negli Stati Uniti per aver venduto più di cinque e sei milioni di copie ognuna. Thinking of You e Waking Up in Vegas sono stati scelti come quarto e quinto singolo.
Il primo estratto dal terzo album di Katy Perry, intitolato California Gurls, è stato pubblicato l'11 maggio 2010 e ha raggiunto la vetta delle classifiche negli Stati Uniti e in Regno Unito. Il suo nuovo disco, Teenage Dream, è stato pubblicato il 24 agosto 2010 entrando direttamente alla prima posizione della Billboard 200 e si è classificato come undicesimo album più venduto del 2010. Il secondo singolo estratto è Teenage Dream, mentre il terzo, Firework, è stato pubblicato il 26 ottobre 2010. Ha successivamente pubblicato come quarto e quinto singolo E.T. il 16 febbraio 2011 e Last Friday Night (T.G.I.F.) il 6 giugno che, come i suoi predecessori, ha raggiunto la prima posizione della classifica dei singoli negli Stati Uniti rendendola la prima artista a eguagliare lo stesso record di Michael Jackson. Il 26 settembre 2011 è stato estratto come sesto singolo The One That Got Away che ha raggiunto la terza posizione nella Billboard Hot 100. Il 13 febbraio 2012 è stato estratto come primo singolo dalla riedizione di Teenage Dream, Part of Me, che ha raggiunto la prima posizione della Billboard Hot 100 mentre il 22 maggio 2012 è stato estratto l'ultimo singolo, Wide Awake.
Il 22 ottobre 2013 viene pubblicato il quarto album, Prism, che ha raggiunto la vetta della Billboard 200: è stato preceduto da due singoli, Roar e Unconditionally, il primo dei quali ha avuto un enorme successo vendendo in tutto il mondo oltre 15 milioni di copie. Il 17 dicembre 2013 Dark Horse viene scelto come terzo singolo, mentre il 21 aprile 2014 viene pubblicato Birthday come quarto singolo dell'album. Come ultimo e quinto singolo viene scelto This Is How We Do il 24 luglio 2014.
Nel novembre 2015, Katy Perry viene premiata dalla RIAA per essere la terza artista che ha venduto di più a livello digitale in tutta la storia negli Stati Uniti, avendo venduto in questo paese oltre 83.5 milioni di singoli. È la prima donna nella storia della RIAA ad aver tre singoli con la certificazione diamante (Dark Horse, Firework e Roar) .
Nel 2017 pubblica il suo quinto album in studio, Witness, promosso dai singoli Chained to the Rhythm, Bon appétit, Swish Swish e Hey Hey Hey.
Nel 2019 è stata premiata dalla RIAA per aver venduto 100 milioni di singoli digitali negli Stati Uniti.
Nel 2020 viene pubblicato il sesto album in studio, Smile, anticipato dai singoli Never Really Over, Harleys in Hawaii, Daisies e Smile.

## Album

### Album in studio
| Anno                                                                                                 | Titolo | Classifiche | Classifiche | Classifiche | Classifiche | Classifiche | Classifiche | Classifiche | Classifiche | Classifiche | Classifiche | Classifiche | Certificazioni |
| Anno                                                                                                 | Titolo | US          | AUS         | AUT         | CAN         | FRA         | GER         | IRL         | ITA         | NZL         | SWI         | UK          | Certificazioni |
| --- | --- | ----------- | ----------- | ----------- | ----------- | ----------- | ----------- | ----------- | ----------- | ----------- | ----------- | ----------- | --- |
| 2001                                                                                                 | Katy Hudson - Pubblicato: 6 marzo 2001 - Etichetta: Red Hill Records - Formati: CD, MC                             | —           | —           | —           | —           | —           | —           | —           | —           | —           | —           | —           | |
| 2008                                                                                                 | One of the Boys - Pubblicato: 17 giugno 2008 - Etichetta: Capitol Records - Formati: CD, LP, MC, download digitale | 9           | 11          | 6           | 6           | 10          | 7           | 10          | 23          | 17          | 6           | 11          | - USA: Platino (3) - AUS: Platino (3) - BRA: Platino - CAN: Platino (2) - FRA: Platino (2) - GER: Oro (3) - ITA: Oro - UK: Platino (2) - EU: Platino                                                           |
| 2010                                                                                                 | Teenage Dream - Pubblicato: 24 agosto 2010 - Etichetta: Capitol Records - Formati: CD, LP, download digitale       | 1           | 1           | 1           | 1           | 3           | 5           | 1           | 3           | 1           | 4           | 1           | - USA: Diamante - AUS: Platino (7) - CAN: Platino (4) - DEN: Platino (2) - FRA: Platino (2) - GER: Platino - IRL: Platino (2) - ITA: Platino (2) - JPN: Oro - NOR: Platino (5) - UK: Platino (6) - EU: Platino |
| 2013                                                                                                 | Prism - Pubblicato: 18 ottobre 2013 - Etichetta: Capitol Records - Formati: CD, LP, download digitale              | 1           | 1           | 3           | 1           | 4           | 4           | 1           | 5           | 1           | 2           | 1           | - USA: Platino (5) - AUS: Platino (5) - BRA: Platino (2) - CAN: Platino (3) - GER: Oro - MEX: Platino (4) - NOR: Platino (5) - NZL: Platino (2) - UK: Platino - BRA: Platino (2)                               |
| 2017                                                                                                 | Witness - Pubblicato: 9 giugno 2017 - Etichetta: Capitol Records - Formati: CD, CD+DVD, 2 LP, download digitale    | 1           | 2           | 6           | 1           | 4           | 10          | 5           | 6           | 2           | 7           | 6           | - USA: Oro - AUS: Oro - CAN: Platino - ITA: Oro - MEX: Platino - NOR: Platino - UK: Argento |
| 2020                                                                                                 | Smile - Pubblicato: 28 agosto 2020 - Etichetta: Capitol Records - Formati: CD, LP, download digitale               | 5           | 2           | 8           | 5           | 17          | 14          | 9           | 10          | 4           | 8           | 5           | - USA: Oro - NOR: Platino - POL: Oro |
| 2024                                                                                                 | 143 - Pubblicato: 20 settembre 2024 - Etichetta: Capitol Records - Formati: CD, LP, download digitale              | 6           | 2           | 8           | 42          | 14          | 16          | 20          | 6           | 9           | 12          | 6           | |
| "—" significa che l'album non è stato pubblicato nel Paese o non è riuscito a entrare in classifica. | |             |             |             |             |             |             |             |             |             |             |             | |

### Album dal vivo
| Anno | Titolo | Classifiche | Classifiche | Classifiche |
| Anno | Titolo | US          | FRA         | SWI         |
| ---- | --- | ----------- | ----------- | ----------- |
| 2009 | MTV Unplugged - Pubblicato: 13 novembre 2009 - Etichetta: Capitol Records - Formati: CD+DVD, download digitale | 168         | 192         | 82          |

## Singoli

### Come artista principale
| Anno                                                                          | Titolo                                    | Classifiche | Classifiche | Classifiche | Classifiche | Classifiche | Classifiche | Classifiche | Classifiche | Classifiche | Classifiche | Classifiche | Certificazioni | Album di provenienza                   |
| Anno                                                                          | Titolo                                    | US          | AUS         | AUT         | CAN         | GER         | IRL         | ITA         | NLD         | NZL         | SWI         | UK          | Certificazioni | Album di provenienza                   |
| ----------------------------------------------------------------------------- | ----------------------------------------- | ----------- | ----------- | ----------- | ----------- | ----------- | ----------- | ----------- | ----------- | ----------- | ----------- | ----------- | --- | -------------------------------------- |
| 2007                                                                          | Ur So Gay                                 | —           | —           | —           | —           | —           | —           | —           | —           | —           | —           | —           | - USA: Oro - BRA: Platino | One of the Boys                        |
| 2008                                                                          | I Kissed a Girl                           | 1           | 1           | 1           | 1           | 1           | 1           | 1           | 1           | 1           | 1           | 1           | - USA: Platino (6) - AUS: Platino (6) - BRA: Platino (2) - CAN: Platino (7) - DEN: Platino (3) - FRA: Oro - GER: Oro (5) - ITA: Platino - UK: Platino (2) | One of the Boys                        |
| 2008                                                                          | Hot n Cold                                | 3           | 4           | 1           | 1           | 1           | 3           | 2           | 1           | 5           | 1           | 4           | - USA: Platino (8) - AUS: Platino (7) - BRA: Diamante - CAN: Platino (6) - DEN: Platino (3) - ITA: Platino - GER: Oro (3) - NZL: Platino - UK: Platino (2) | One of the Boys                        |
| 2009                                                                          | Thinking of You                           | 29          | 34          | 18          | 24          | 19          | 38          | 14          | 18          | —           | 45          | 27          | - USA: Platino - BRA: Platino - CAN: Platino - UK: Argento | One of the Boys                        |
| 2009                                                                          | Waking Up in Vegas                        | 9           | 11          | 26          | 2           | 33          | 8           | —           | 12          | 9           | 69          | 19          | - USA: Platino (2) - AUS: Platino (2) - BRA: Platino - CAN: Platino - UK: Argento | One of the Boys                        |
| 2010                                                                          | California Gurls (feat. Snoop Dogg)       | 1           | 1           | 3           | 1           | 3           | 1           | 3           | 2           | 1           | 4           | 1           | - USA: Diamante - AUS: Platino (8) - BRA: Platino (2) - CAN: Platino (4) - GER: Platino - ITA: Platino - NOR: Platino (3) - SUI: Platino - UK: Platino (2) | Teenage Dream                          |
| 2010                                                                          | Teenage Dream                             | 1           | 2           | 2           | 2           | 6           | 1           | 9           | 4           | 1           | 8           | 2           | - USA: Diamante - AUS: Platino (8) - CAN: Platino (4) - GER: Oro - ITA: Oro - UK: Platino (2) | Teenage Dream                          |
| 2010                                                                          | Firework                                  | 1           | 3           | 3           | 1           | 4           | 2           | 4           | 8           | 1           | 3           | 3           | - USA: Platino (12) - AUS: Platino (13) - BRA: Diamante - CAN: Platino (6) - ESP: Platino - GER: Platino - ITA: Platino (2) - JPN: Oro - NOR: Platino (4) - NZL: Platino (2) - UK: Platino (3)                                                                           | Teenage Dream                          |
| 2011                                                                          | E.T. (feat. Kanye West)                   | 1           | 5           | 7           | 1           | 9           | 5           | 9           | 27          | 1           | 14          | 3           | - USA: Diamante - AUS: Platino (5) - BRA: Diamante - CAN: Platino (4) - GER: Oro - ITA: Platino - NZL: Platino - UK: Platino | Teenage Dream                          |
| 2011                                                                          | Last Friday Night (T.G.I.F.)              | 1           | 5           | 7           | 1           | 15          | 2           | 9           | 7           | 4           | 20          | 9           | - USA: Platino (6) - AUS: Platino (8) - BRA: Platino (3) - CAN: Platino (4) - ESP: Platino - GER: Oro - ITA: Platino - NOR: Platino (4) - UK: Platino (2) | Teenage Dream                          |
| 2011                                                                          | The One That Got Away                     | 3           | 27          | 19          | 2           | 34          | 13          | 39          | 21          | 12          | 33          | 18          | - USA: Platino (5) - AUS: Platino (5) - BRA: Platino (3) - CAN: Platino (2) - GER: Oro - ITA: Oro - UK: Platino (2) | Teenage Dream                          |
| 2012                                                                          | Part of Me                                | 1           | 5           | 18          | 1           | 20          | 5           | 14          | 28          | 1           | 33          | 1           | - USA: Platino (5) - AUS: Platino (5) - BRA: Diamante - CAN: Platino (3) - GER: Oro - ITA: Oro - UK: Platino | Teenage Dream: The Complete Confection |
| 2012                                                                          | Wide Awake                                | 2           | 4           | 28          | 1           | 39          | 6           | 11          | 41          | 1           | 21          | 9           | - USA: Platino (5) - AUS: Platino (6) - BRA: Diamante - CAN: Platino (3) - ITA: Platino - MEX: Oro - UK: Platino - VEN: Platino (3) | Teenage Dream: The Complete Confection |
| 2013                                                                          | Roar                                      | 1           | 1           | 1           | 1           | 2           | 1           | 4           | 2           | 1           | 3           | 1           | - USA: Platino (15) - AUS: Platino (22) - BRA: Diamante (5) - CAN: Diamante - DEN: Platino (2) - ESP: Platino (2) - ITA: Platino (2) - NOR: Platino (8) - NZL: Platino (6) - SWE: Platino (4) - UK: Platino (5) - VEN: Platino (4)                                       | Prism                                  |
| 2013                                                                          | Unconditionally                           | 14          | 11          | 16          | 13          | 22          | 27          | 6           | 32          | 26          | 27          | 25          | - USA: Platino (2) - AUS: Platino (4) - BRA: Diamante - CAN: Platino (3) - GER: Oro - ITA: Platino - NOR: Platino - UK: Oro | Prism                                  |
| 2013                                                                          | Dark Horse (featuring Juicy J)            | 1           | 5           | 2           | 1           | 6           | 3           | 5           | 1           | 2           | 4           | 4           | - USA: Platino (11) - AUS: Platino (13) - AUT: Platino (2) - BRA: Diamante (8) - CAN: Diamante - DEN: Platino (2) - ESP: Platino (2) - FIN: Platino (5) - ITA: Platino (3) - MEX: Platino (2) - NOR: Platino (5) - NZL: Platino (4) - SWE: Platino (4) - UK: Platino (3) | Prism                                  |
| 2014                                                                          | Birthday                                  | 17          | 25          | 51          | 7           | 69          | 47          | 49          | 56          | 17          | —           | 22          | - USA: Platino - AUS: Platino (3) - BRA: Platino - CAN: Platino (2) - ITA: Oro - NOR: Oro - NZL: Platino - SWE: Oro - UK: Oro | Prism                                  |
| 2014                                                                          | This Is How We Do                         | 24          | 18          | 14          | 15          | 34          | 31          | 34          | 20          | 13          | 41          | 33          | - USA: Platino (2) - AUS: Platino (3) - BRA: Diamante - CAN: Platino (2) - ITA: Oro - NOR: Platino - UK: Argento | Prism                                  |
| 2016                                                                          | Rise                                      | 11          | 1           | 23          | 13          | 68          | 56          | 51          | 36          | 26          | 15          | 25          | - USA: Platino - AUS: Platino (2) - BRA: Platino - ITA: Oro - NOR: Oro - NZL: Oro - UK: Argento | /                                      |
| 2017                                                                          | Chained to the Rhythm (feat. Skip Marley) | 4           | 4           | 7           | 3           | 6           | 6           | 10          | 14          | 8           | 6           | 5           | - USA: Platino (2) - AUS: Platino (4) - BEL: Oro - BRA: Diamante - CAN: Platino (3) - ESP: Platino - FIN: Platino (2) - FRA: Platino - GER: Platino - ITA: Platino (2) - NZL: Platino - UK: Platino                                                                      | Witness                                |
| 2017                                                                          | Bon appétit (feat. Migos)                 | 59          | 35          | 66          | 14          | 47          | 42          | 48          | 41          | —           | 36          | 37          | - USA: Platino - AUS: Platino - BRA: Diamante - CAN: Oro - FRA: Oro - GER: Oro - ITA: Platino - MEX: Platino - UK: Oro | Witness                                |
| 2017                                                                          | Swish Swish (feat. Nicki Minaj)           | 46          | 22          | 69          | 13          | 76          | 19          | 73          | —           | —           | 46          | 19          | - USA: Platino - AUS: Platino (2) - BRA: Diamante - CAN: Platino - FIN: Platino (2) - FRA: Oro - GER: Oro - ITA: Oro - NZL: Platino - POL: Platino - UK: Platino | Witness                                |
| 2017                                                                          | Save as Draft                             | —           | —           | —           | —           | —           | —           | —           | —           | —           | —           | —           | | Witness                                |
| 2018                                                                          | Hey Hey Hey                               | —           | —           | —           | —           | —           | —           | —           | —           | —           | 95          | —           | - BRA: Oro | Witness                                |
| 2018                                                                          | Cozy Little Christmas                     | 53          | —           | —           | —           | —           | —           | 61          | —           | —           | —           | 23          | - USA: Platino - AUS: Oro - AUT: Platino - UK: Oro | /                                      |
| 2019                                                                          | 365 (con Zedd)                            | 86          | 38          | 70          | 52          | 72          | 33          | 68          | 73          | —           | 59          | 37          | - AUS: Platino - BRA: Platino (2) - CAN: Platino - NOR: Oro - NZL: Oro - POL: Oro | /                                      |
| 2019                                                                          | Never Really Over                         | 15          | 7           | 29          | 7           | 47          | 11          | 32          | 32          | 19          | 21          | 12          | - USA: Platino - AUS: Platino (4) - BRA: Diamante - CAN: Platino (3) - DEN: Oro - ESP: Oro - ITA: Oro - NOR: Platino - POR: Platino - UK: Platino | Smile                                  |
| 2019                                                                          | Small Talk                                | 81          | 33          | —           | 56          | —           | 36          | —           | 86          | —           | 91          | 43          | - AUS: Oro - BRA: Platino - NOR: Oro | Smile - Fan Edition                    |
| 2019                                                                          | Harleys in Hawaii                         | 110         | 36          | —           | 71          | —           | 42          | —           | —           | —           | 72          | 45          | - USA: Oro - AUS: Platino - BRA: Diamante - CAN: Platino - MEX: Oro - NOR: Oro - POL: Platino - UK: Argento | Smile                                  |
| 2020                                                                          | Never Worn White                          | 112         | —           | —           | 95          | —           | 85          | —           | —           | —           | —           | 97          | - BRA: Oro | Smile - Fan Edition                    |
| 2020                                                                          | Daisies                                   | 40          | 37          | 64          | 37          | —           | 27          | 70          | —           | —           | 57          | 37          | - USA: Oro - AUS: Platino - BRA: Platino (2) - CAN: Platino - NZL: Oro - UK: Argento | Smile                                  |
| 2020                                                                          | Smile                                     | 121         | —           | —           | —           | —           | —           | —           | —           | —           | —           | 73          | - USA: Oro - AUS: Platino - CAN: Oro - BRA: Platino - NOR: Oro | Smile                                  |
| 2021                                                                          | Electric                                  | —           | —           | —           | 97          | —           | —           | —           | —           | —           | —           | —           | - BRA: Oro | Pokémon 25: The Album                  |
| 2021                                                                          | When I'm Gone (con Alesso)                | 90          | —           | —           | 54          | 88          | 59          | —           | 61          | —           | —           | 49          | - USA: Oro - BRA: Platino (2) - ESP: Oro - ITA: Oro - NZL: Oro - POL: Oro - UK: Argento | /                                      |
| 2024                                                                          | Woman's World                             | 63          | —           | —           | 77          | —           | 65          | —           | —           | —           | —           | 47          | - BRA: Platino | 143                                    |
| 2024                                                                          | Lifetimes                                 | 115         | —           | —           | —           | —           | —           | —           | —           | —           | —           | 89          | - BRA: Platino | 143                                    |
| 2024                                                                          | I'm His, He's Mine (feat. Doechii)        | 124         | —           | —           | —           | —           | —           | —           | —           | —           | —           | —           | - BRA: Oro | 143                                    |
| 2024                                                                          | OK                                        | —           | —           | —           | —           | —           | —           | —           | —           | —           | —           | —           | | 1432                                   |
| "—" indica una pubblicazione non classificata o non pubblicata in quel Paese. |                                           |             |             |             |             |             |             |             |             |             |             |             | |                                        |

### Come artista ospite
| Anno                                                                          | Titolo                                                               | Classifiche | Classifiche | Classifiche | Classifiche | Classifiche | Classifiche | Classifiche | Classifiche | Classifiche | Classifiche | Classifiche | Album di provenienza    |
| Anno                                                                          | Titolo                                                               | US          | AUS         | AUT         | CAN         | GER         | IRL         | ITA         | NLD         | NZL         | SWI         | UK          | Album di provenienza    |
| ----------------------------------------------------------------------------- | -------------------------------------------------------------------- | ----------- | ----------- | ----------- | ----------- | ----------- | ----------- | ----------- | ----------- | ----------- | ----------- | ----------- | ----------------------- |
| 2009                                                                          | Starstrukk (3OH!3 feat. Katy Perry)                                  | 66          | 4           | 48          | 31          | —           | 4           | —           | 65          | 16          | —           | 3           | Want                    |
| 2010                                                                          | If We Ever Meet Again (Timbaland feat. Katy Perry)                   | 37          | 9           | 10          | 4           | 9           | 3           | 10          | 11          | 1           | 7           | 3           | Shock Value II          |
| 2013                                                                          | Who You Love (John Mayer feat. Katy Perry)                           | 48          | 95          | —           | 70          | —           | —           | —           | —           | —           | —           | —           | Paradise Valley         |
| 2017                                                                          | Feels (Calvin Harris feat. Pharrell Williams, Katy Perry e Big Sean) | 20          | 3           | 5           | 5           | 9           | 3           | 20          | 9           | 2           | 6           | 1           | Funk Wav Bounces Vol. 1 |
| "—" indica una pubblicazione non classificata o non pubblicata in quel Paese. |                                                                      |             |             |             |             |             |             |             |             |             |             |             |                         |

### Singoli promozionali
| Anno                                                                          | Titolo                   | Classifiche | Classifiche | Classifiche | Classifiche | Classifiche | Classifiche | Classifiche | Classifiche | Classifiche | Album di provenienza |
| Anno                                                                          | Titolo                   | US          | AUS         | AUT         | CAN         | IRL         | ITA         | NLD         | NZL         | UK          | Album di provenienza |
| ----------------------------------------------------------------------------- | ------------------------ | ----------- | ----------- | ----------- | ----------- | ----------- | ----------- | ----------- | ----------- | ----------- | -------------------- |
| 2009                                                                          | One of the Boys          | —           | 40          | —           | —           | —           | —           | —           | —           | —           | One of the Boys      |
| 2009                                                                          | If You Can Afford Me     | —           | —           | —           | —           | —           | —           | —           | 28          | —           | One of the Boys      |
| 2010                                                                          | Not Like the Movies      | 53          | —           | —           | 41          | —           | —           | —           | —           | —           | Teenage Dream        |
| 2010                                                                          | Circle the Drain         | 58          | —           | —           | 30          | —           | —           | —           | 36          | —           | Teenage Dream        |
| 2013                                                                          | Walking on Air           | 34          | 18          | 35          | 12          | 13          | 20          | 47          | 12          | 80          | Prism                |
| 2015                                                                          | Every Day Is a Holiday   | —           | —           | —           | —           | —           | —           | —           | —           | —           | /                    |
| 2020                                                                          | What Makes a Woman       | —           | —           | —           | —           | —           | —           | —           | 40          | —           | Smile                |
| 2020                                                                          | Not the End of the World | —           | —           | —           | —           | —           | —           | —           | —           | —           | Smile                |
| 2021                                                                          | Cry About It Later       | —           | —           | —           | —           | —           | —           | —           | 8           | —           | Smile                |
| "—" indica una pubblicazione non classificata o non pubblicata in quel Paese. |                          |             |             |             |             |             |             |             |             |             |                      |

## Video musicali
| Anno | Video                        | Regista/i                                   |
| ---- | ---------------------------- | ------------------------------------------- |
| 2007 | Ur So Gay                    | Walter May                                  |
| 2008 | I Kissed a Girl              | Kinga Burza                                 |
| 2008 | Hot n Cold                   | Alan Ferguson                               |
| 2009 | Thinking of You              | Melina Matsoukas                            |
| 2009 | Waking Up in Vegas           | Joseph Kahn                                 |
| 2009 | Starstrukk                   | Marc Klasfeld e Steve Jocz                  |
| 2010 | If We Ever Meet Again        | Paul "Coy" Allen                            |
| 2010 | California Gurls             | Mathew Cullen                               |
| 2010 | Teenage Dream                | Yoann Lemoine                               |
| 2010 | Firework                     | Dave Meyers                                 |
| 2011 | E.T.                         | Floria Sigismondi                           |
| 2011 | Last Friday Night (T.G.I.F.) | Marc Klasfeld e Danny Lockwood              |
| 2011 | The One That Got Away        | Floria Sigismondi                           |
| 2012 | Part of Me                   | Ben Mor                                     |
| 2012 | Wide Awake                   | Tony 'Truand' Datis                         |
| 2013 | Who You Love                 | Sophie Muller                               |
| 2013 | Roar                         | Grady Hall e Mark Kudsi                     |
| 2013 | Unconditionally              | Brent Bonacorso                             |
| 2013 | Dark Horse                   | Mathew Cullen                               |
| 2014 | Birthday                     | Marc Klasfeld e Danny Lockwood              |
| 2014 | This Is How We Do            | Joel Kefali                                 |
| 2016 | Rise                         | Paul Gore                                   |
| 2017 | Chained to the Rhythm        | Mathew Cullen                               |
| 2017 | Bon appétit                  | Dent De Cuir                                |
| 2017 | Swish Swish                  | Dave Meyers                                 |
| 2017 | Feels                        | Emil Nava                                   |
| 2017 | Hey Hey Hey                  | Isaac Rentz                                 |
| 2019 | 365                          | Warren Fu                                   |
| 2019 | Never Really Over            | Philippa Price                              |
| 2019 | Small Talk                   | Tanja Muïn'o                                |
| 2019 | Harleys in Hawaii            | Jena Watt                                   |
| 2019 | Cozy Little Christmas        | Paul Lopez, Gerardo del Hierro e Tomas Pena |
| 2020 | Never Worn White             | Julien Choquart e Camille Hirigoyen         |
| 2020 | Daisies                      | Liza Voloshin                               |
| 2020 | Smile                        | Mathew Cullen                               |
| 2021 | When I'm Gone                | Hannah Lux Davis                            |
| 2024 | Woman's World                | Charlotte Rutherford                        |
| 2024 | Lifetimes                    | Stillz                                      |
| 2024 | I'm His, He's Mine           | Torso                                       |

## Altre apparizioni
| Anno | Contributo                      | Album                                 | Artista                  |
| ---- | ------------------------------- | ------------------------------------- | ------------------------ |
| 2006 | Goodbye for Now (coro)          | Testify                               | P.O.D.                   |
| 2007 | Simple                          | The Sisterhood of the Traveling Pants | Artisti vari             |
| 2008 | Coro                            | WANDERlust                            | Gavin Rossdale           |
| 2008 | Breakout (coro)                 | Breakout                              | Miley Cyrus              |
| 2008 | The Driveway (coro)             | Breakout                              | Miley Cyrus              |
| 2008 | Slow Goodbye (coautrice)        | Unbeautiful                           | Lesley Roy               |
| 2008 | White Christmas                 | The Hotel Café Presents Winter Songs  | Artisti vari             |
| 2009 | I Do Not Hook Up (coautrice)    | All I Ever Wanted                     | Kelly Clarkson           |
| 2009 | Long Shot (coautrice)           | All I Ever Wanted                     | Kelly Clarkson           |
| 2009 | Time's Up (coautrice)           | Guilty Pleasure                       | Ashley Tisdale           |
| 2009 | Girl Next Door (coautrice)      | Jessie James                          | Jessie James             |
| 2009 | Bullet (coautrice)              | Jessie James                          | Jessie James             |
| 2009 | Electric Feel                   | Radio 1's Live Lounge – Volume 4      | Artisti vari             |
| 2009 | In Between (coautrice)          | TOKYO-O-ING                           | Becca                    |
| 2010 | Rock God (coro)                 | A Year Without Rain                   | Selena Gomez & the Scene |
| 2011 | That's More Like It (coautrice) | When the Sun Goes Down                | Selena Gomez & the Scene |
| 2015 | Bitch I'm Madonna (ritornello)  | Rebel Heart                           | Madonna                  |